# Lijst van voetbalinterlands Jamaica - Zwitserland
Deze lijst van voetbalinterlands is een overzicht van alle officiële voetbalwedstrijden tussen de nationale teams van Jamaica en Zwitserland. De landen speelden tot op heden twee keer tegen elkaar. De eerste ontmoeting, een vriendschappelijke wedstrijd, werd gespeeld in Fort Lauderdale (Verenigde Staten) op 22 maart 2007. Het laatste duel, eveneens een vriendschappelijke wedstrijd, vond plaats op 30 mei 2014 in Luzern.

## Wedstrijden
| № | Plaats          | Datum         | Competitie        | Wedstrijd             | Uitslag |
| - | --------------- | ------------- | ----------------- | --------------------- | ------- |
| 1 | Fort Lauderdale | 22 maart 2007 | Vriendschappelijk | Jamaica – Zwitserland | 0 – 2   |
| 2 | Luzern          | 30 mei 2014   | Vriendschappelijk | Zwitserland – Jamaica | 1 – 0   |

## Samenvatting
| Competitie        | Totaal gespeeld | Winst Jamaica | Gelijk | Winst Zwitserland | Doelsaldo Jamaica – Zwitserland |
| ----------------- | --------------- | ------------- | ------ | ----------------- | ------------------------------- |
| Vriendschappelijk | 2               | 0             | 0      | 2                 | 0 − 3                           |
| Totaal            | 2               | 0             | 0      | 2                 | 0 − 3                           |

## Details

### Eerste ontmoeting
De eerste ontmoeting tussen de nationale voetbalploegen van Jamaica en Zwitserland vond plaats op 22 maart 2007. Het vriendschappelijke duel, bijgewoond door 3.254 toeschouwers, werd gespeeld in het Lockhart Stadium in Fort Lauderdale (Verenigde Staten), en stond onder leiding van scheidsrechter Arkadiusz Prus uit de Verenigde Staten. Hij deelde vier gele kaarten uit.
| Vriendschappelijk (Fort Lauderdale, Verenigde Staten, 22 maart 2007): |              | |
| Jamaica | 0 – 2        | Zwitserland |
| | goals        | 7' Marco Streller 12' Gökhan Inler |
| Bora Milutinović | bondscoach   | Jakob "Köbi" Kuhn |
| Richard McCallum Christopher Harvey Jermaine Taylor Oneil Smith 46' Mario Swaby Donald Stewart 46' Demar Phillips Nicholy Finlayson 46' Lovel Palmer Kavin Bryan 68' Fabian Taylor | opstellingen | Fabio Coltorti 46' Ludovic Magnin 79' Philipp Degen Philippe Senderos 46' Patrick Müller Gökhan Inler Blerim Džemaili 46' Tranquillo Barnetta Xavier Margairaz Alexander Frei 46' Marco Streller |
| Adrian Reid 46' Keneil Moodie 46' Fabian Davis 46' Donovan Davis 68' | wissels      | 46' Johan Djourou 46' Christoph Spycher 46' Valon Behrami 46' 57' Johan Vonlanthen 57' Hakan Yakin 79' Stephan Lichtsteiner                                                                      |
| Richard McCallum 18' Christopher Harvey 54' Keneil Moodie 63' | gele kaarten | 89' Alexander Frei |

### Tweede ontmoeting
De tweede confrontatie vond op 30 mei 2014 plaats in de Swissporarena (16.000 toeschouwers) in Luzern. De scheidsrechter was de Ier Neil Doyle, die tweemaal een gele kaart uitdeelde.
| Vriendschappelijk (Luzern, Zwitserland, 30 mei 2014): |              | |
| Zwitserland | 1 – 0        | Jamaica |
| Josip Drmić 84' | goals        | |
| Ottmar Hitzfeld | bondscoach   | Winfried Schäfer |
| Diego Benaglio 46' Philippe Senderos Stephan Lichtsteiner Johan Djourou Reto Ziegler 83' Granit Xhaka Xherdan Shaqiri 72' Blerim Dzemaili Valon Behrami 46' Haris Seferović 46' Admir Mehmedi 64' | opstellingen | Andre Blake Wes Morgan Adrian Mariappa Kemar Lawrence Rodolph Austin 78' Demar Phillips 74' Michael Seaton 54' Darren Mattocks Renae Lloyd Joel Grant 90' Simon Dawkins |
| Yann Sommer 46' Gökhan Inler 46' Josip Drmić 46' Valentin Stocker 64' Gelson Fernandes 72' Ricardo Rodríguez 83'                                                                                  | wissels      | 54' Chris Humphrey 74' Romario Campbell 78' Nicholas Beckett 90' Keithy Simpson                                                                                         |
| Johan Djourou 27' Granit Xhaka 77' | gele kaarten | |

JFF · A-internationals · Bondscoaches · Selecties · Statistieken · Jamaicaans vrouwenelftal · Olympisch elftal · Jamaica U21 · Jamaica U19 · Jamaica U17
1920 – 1959 · 
1960 – 1969 · 
1970 – 1979 · 
1980 – 1989 · 
1990 – 1999 · 
2000 – 2009 · 
2010 – 2019 · 
2020 – 2029
Gold Cup 1991 · 
Gold Cup 1993 · 
Gold Cup 1998 · 
Gold Cup 2000 · 
Gold Cup 2003 · 
Gold Cup 2005 · 
Gold Cup 2009 · 
Gold Cup 2011 · 
Gold Cup 2015
Copa América 2015
WK 1998
1925 · 
1926 · 
1927–1929 · 
1930 · 
1931 · 
1932 · 
1933–1934 · 
1935 · 
1936 · 
1937 · 
1938 · 
1939–1946 · 
1947 · 
1948 · 
1949 · 
1950 · 
1951 · 
1952 · 
1953 · 
1954–1956 · 
1957 · 
1958 · 
1959 · 
1960 · 
1961 · 
1962 · 
1963 · 
1964 · 
1965 · 
1966 · 
1967 · 
1968 · 
1969 · 
1970 · 
1971 · 
1972 · 
1973 · 
1974 · 
1975 · 
1976 · 
1977 · 
1978 · 
1979 · 
1980 · 
1981 · 
1982 · 
1983 · 
1984 · 
1985 · 
1986 · 
1987 · 
1988 · 
1989 · 
1990 · 
1991 · 
1992 · 
1993 · 
1994 · 
1995 · 
1996 · 
1997 · 
1998 · 
1999 · 
2000 · 
2001 · 
2002 · 
2003 · 
2004 · 
2005 · 
2006 · 
2007 · 
2008 · 
2009 · 
2010 · 
2011 · 
2012 · 
2013 · 
2014 · 
2015 · 
2016 ·
2017 ·
2018 ·
2019 ·
2020 ·
2021 ·
2022 ·
2023 ·
2024
Amerikaanse Maagdeneilanden ·
Antigua en Barbuda ·
Argentinië ·
Aruba ·
Australië ·
Bahama's ·
Barbados ·
Bermuda ·
Bolivia ·
Brazilië ·
Britse Maagdeneilanden ·
Bulgarije ·
Canada ·
Chili ·
China ·
Colombia ·
Costa Rica ·
Cuba ·
Curaçao ·
Dominica ·
Dominicaanse Republiek ·
Ecuador ·
Egypte ·
El Salvador ·
Engeland ·
Frankrijk ·
Ghana ·
Grenada ·
Guatemala ·
Guyana ·
Haïti ·
Honduras ·
Ierland ·
India ·
Indonesië ·
Iran ·
Japan ·
Jordanië ·
Kaaimaneilanden ·
Kameroen ·
Kroatië ·
Maleisië ·
Marokko ·
Mexico ·
Nederlandse Antillen ·
Nicaragua ·
Nieuw-Zeeland ·
Nigeria ·
Noord-Macedonië ·
Noorwegen ·
Panama ·
Paraguay ·
Peru ·
Puerto Rico ·
Qatar ·
Saint Kitts en Nevis ·
Saint Lucia ·
Saint Vincent en de Grenadines ·
Saoedi-Arabië ·
Servië ·
Suriname ·
Trinidad en Tobago ·
Uruguay ·
Venezuela ·
Verenigde Staten ·
Vietnam ·
Wales ·
Zambia ·
Zuid-Afrika ·
Zuid-Korea ·
Zweden ·
Zwitserland
SFV · A-internationals · Selecties · Bondscoaches · Zwitsers vrouwenelftal · Olympisch elftal · Zwitserland U21 · Zwitserland U19 · Zwitserland U18 · Zwitserland U17 · Zwitserland U16 · Vrouwen U17
1905 – 1919 · 
1920 – 1929 · 
1930 – 1939 · 
1940 – 1949 · 
1950 – 1959 · 
1960 – 1969 · 
1970 – 1979 · 
1980 – 1989 · 
1990 – 1999 · 
2000 – 2009 · 
2010 – 2019 · 
2020 – 2029
EK's: 1996 · 
2004 · 
2008 · 
2016 · 
2020 · 
2024
WK's: 1934 · 
1938 · 
1950 · 
1954 · 
1962 · 
1966 · 
1994 · 
2006 · 
2010 · 
2014 · 
2018 · 
2022
OS: 1924 · 
1928 · 
2012
1905 · 
1906 · 1907 · 
1908 · 
1909 · 
1910 · 
1911 · 
1912 · 
1913 · 
1914 · 
1915 · 
1916 · 
1917 · 
1918 · 
1919 · 
1920 · 
1921 · 
1922 · 
1923 · 
1924 · 
1925 · 
1926 · 
1927 · 
1928 · 
1929 · 
1930 · 
1931 · 
1932 · 
1933 · 
1934 · 
1935 · 
1936 · 
1937 · 
1938 · 
1939 · 
1940 · 
1941 · 
1942 · 
1943 · 
1944 · 
1945 · 
1946 · 
1947 · 
1948 · 
1949 · 
1950 · 
1952 ·
1952 · 
1953 · 
1954 · 
1955 · 
1956 · 
1957 · 
1958 · 
1959 · 
1960 · 
1961 · 
1962 · 
1963 · 
1964 · 
1965 · 
1966 · 
1967 · 
1968 · 
1969 · 
1970 · 
1971 · 
1972 · 
1973 · 
1974 · 
1975 · 
1976 · 
1977 ·
1978 · 
1979 · 
1980 · 
1981 · 
1982 · 
1983 · 
1984 · 
1985 · 
1986 · 
1987 · 
1988 · 
1989 · 
1990 ·
1991 · 
1992 · 
1993 · 
1994 ·
1995 · 
1996 · 
1997 · 
1998 · 
1999 · 
2000 · 
2001 · 
2002 · 
2003 · 
2004 · 
2005 · 
2006 · 
2007 · 
2008 · 
2009 · 
2010 · 
2011 · 
2012 · 
2013 ·
2014 ·
2015 ·
2016 ·
2017 ·
2018 ·
2019 ·
2020 ·
2021 ·
2022
Albanië ·
Algerije · 
Andorra · 
Argentinië ·
Australië ·
Azerbeidzjan ·
België ·
Bolivia ·
Bosnië en Herzegovina ·
Brazilië ·
Bulgarije ·
Canada ·
Chili ·
China ·
Colombia ·
Costa Rica ·
Cyprus ·
Denemarken ·
DDR ·
Duitsland ·
Ecuador ·
Egypte ·
Engeland · 
Estland ·
Faeröer ·
Finland ·
Frankrijk ·
Georgië ·
Ghana ·
Gibraltar ·
Griekenland ·
Honduras ·
Hongarije ·
Hongkong ·
Ierland ·
IJsland ·
Israël ·
Italië ·
Ivoorkust ·
Jamaica ·
Japan ·
Joegoslavië ·
Kameroen ·
Kenia ·
Kosovo ·
Kroatië ·
Letland ·
Liechtenstein ·
Litouwen ·
Luxemburg ·
Malta ·
Marokko ·
Mexico ·
Moldavië ·
Montenegro ·
Nederland ·
Nigeria ·
Noord-Ierland ·
Noorwegen ·
Oekraïne ·
Oman ·
Oostenrijk ·
Panama ·
Peru ·
Polen ·
Portugal ·
Qatar ·
Roemenië ·
Rusland ·
Saarland ·
San Marino ·
Schotland ·
Servië ·
Slovenië ·
Slowakije ·
Sovjet-Unie · 
Spanje ·
Togo ·
Tsjechië ·
Tsjecho-Slowakije ·
Tunesië ·
Turkije ·
Uruguay ·
Venezuela ·
VA Emiraten ·
Verenigde Staten ·
Wales ·
Wit-Rusland ·
Zimbabwe ·
Zuid-Korea ·
Zweden
Albanië (2016) ·
Argentinië (2014) ·
Brazilië (2018) ·
Chili (2010) ·
Costa Rica (2018) ·
Ecuador (2014) ·
Frankrijk (2006) ·
Frankrijk (2014) ·
Frankrijk (2016) ·
Frankrijk (2021) ·
Honduras (2010) · 
Honduras (2014) · 
Italië (2021) · 
Oekraïne (2006) ·
Portugal (2008)  · 
Portugal (2022) · 
Roemenië (2016) · 
Servië (2018) ·
Spanje (2010) ·
Spanje (2021) ·
Togo (2006) ·
Tsjechië (2008) ·
Turkije (2008) ·
Turkije (2021) ·
Wales (2021) ·
Zuid-Korea (2006) ·
Zweden (2018)